# (6735) Chapelierfou
(6735) Chapelierfou, désignation internationale (6735) Madhatter, est un astéroïde de la ceinture principale.

## Description
(6735) Chapelierfou est un astéroïde de la ceinture principale. Il fut découvert par Takeshi Urata le 23 novembre 1992 à l'observatoire de Nihondaira. Il présente une orbite caractérisée par un demi-grand axe de 2,158 UA, une excentricité de 0,078 et une inclinaison de 2,9° par rapport à l'écliptique.
Il fut nommé en hommage au personnage du Chapelier fou dans Les Aventures d'Alice au pays des merveilles de Lewis Carroll.

## Compléments